# Амурский уголь
«Амурский уголь» — советский и российский футбольный клуб из Райчихинска. Основан не позднее 1951 года.

## Названия
- 1951—1960 — «Шахтер»;
- 1961—1961 — «Прогресс»;
- 1964—2006 — «Горняк»;
- с 2007 — «Амурский уголь».

Клуб провёл два сезона в первенстве СССР — в 6 зоне РСФСР класса «Б» 1969 года (D3) занял последнее, 20-е место. В 4 зоне РСФСР 1970 года (D4) под руководством Арсена Найдёнова занял 7 место из 17-ти.
В 1/128 Кубка России 1998/99 «Горняку» было засчитано техническое поражение в матче с «Амуром-Энергией» Благовещенск.